# Shamir de Salomón

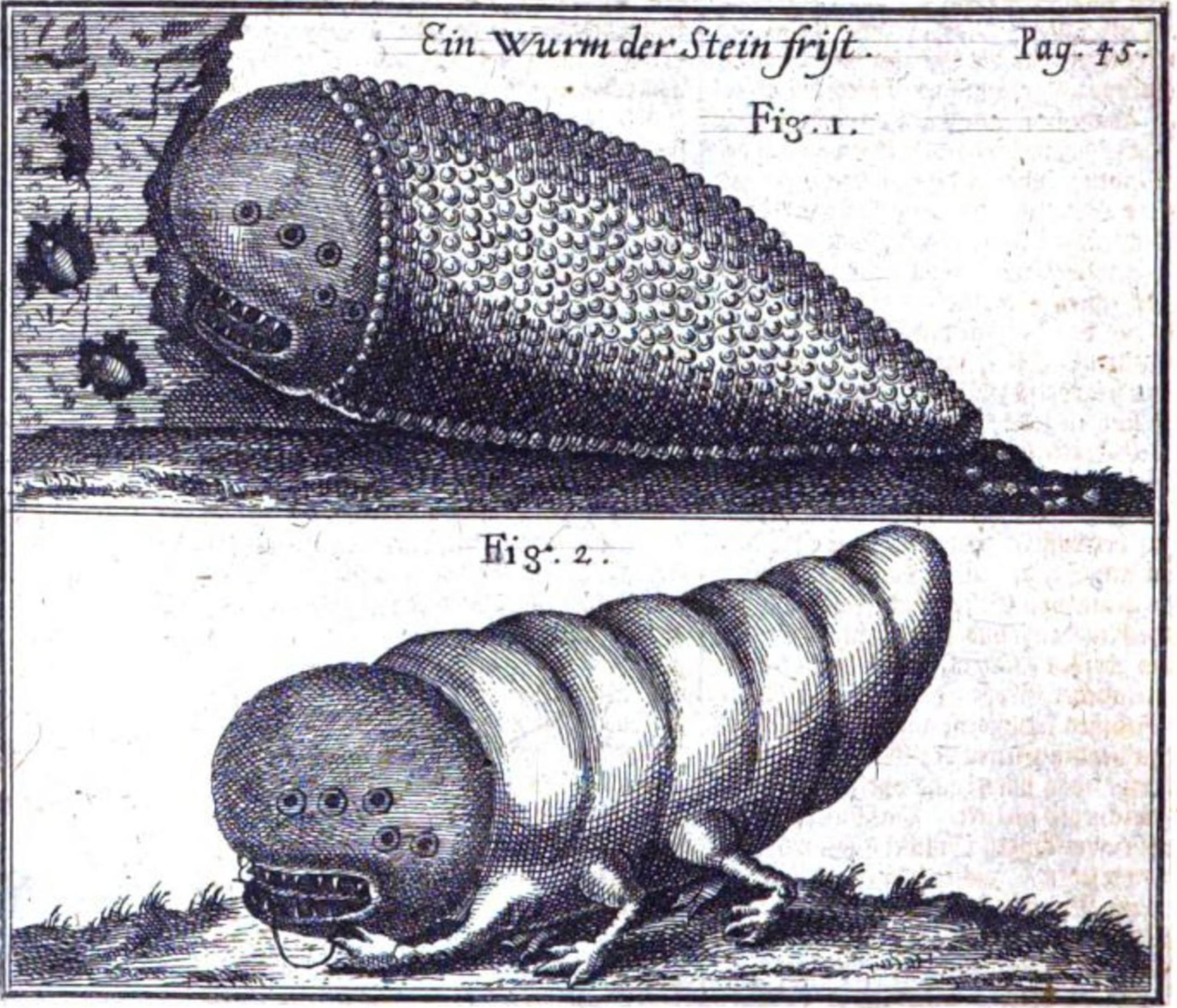
El shamir de Salomón, según Eberhard Werner Happel, 1707

En la Guemará, el shamir es un gusano o sustancia que tenía el poder de cortar o desintegrar piedra, hierro y diamante. Se dice que el Rey Salomón lo utilizó durante la construcción del primer Templo en Jerusalén, en lugar de herramientas.  Para la construcción del templo, que promovía la paz, se consideraba inapropiado usar herramientas que también podían ser usadas para la guerra y la violencia.
Mencionado a lo largo del Talmud y los midrashim, se dice que el Shamir existió durante los tiempos de Moisés como una de las diez maravillas creadas en la víspera del primer Shabat, justo antes de que Dios finalizara la creación. Se dice que Moisés utilizó el Shamir para grabar las piedras del pectoral sacerdotal del Sumo Sacerdote de Israel.

## El Templo
El rey Salomón, al tanto de la existencia del Shamir pero desconociendo su ubicación, encargó una búsqueda que le aportó un «grano de Shamir del tamaño de un grano de cebada», y que luego los artesanos de Salomón utilizaron para la construcción del Templo. El material a trabajar, ya fuera piedra, madera o metal, se veía afectado al ser "mostrado al Shamir". Siguiendo esta expresión (todo aquello a lo que se le puede "mostrar" algo debe tener ojos para ver), los primeros eruditos rabínicos describieron al Shamir prácticamente como un ser vivo. Sin embargo, otras fuentes tempranas lo describen como una piedra verde. Esto es confirmado por eruditos contemporáneos que creen que el Shamir era esmeril, una piedra de color azul verdoso que ha sido usada como polvo abrasivo por miles de años. La palabra esmeril proviene del koiné σμύρις, que probablemente comparte la misma raíz que el semítico shamir. 
Para su almacenamiento, el Shamir debía estar siempre envuelto en lana y guardado en un recipiente de plomo; cualquier otro recipiente estallaría y se desintegraría bajo la mirada del Shamir. Se decía que el Shamir se había perdido o había perdido su potencia (junto con el "goteo del panal") en el momento de la destrucción del Primer Templo durante el asedio de Jerusalén (587 a. C.). 

## Asmodeo
Según la leyenda de Asmodeo del Talmud (Tratado Gittin 68a-b), la ubicación de Shamir fue informada al Rey Salomón por Asmodeo, a quien Salomón ordenó capturar. Asmodeo fue sometido por Benaía ben Jehoiada, quien capturó al rey demonio vertiendo vino en el pozo de Asmodeo, emborrachándolo y envolviéndolo en cadenas que tenían grabado un nombre sagrado de Dios. Una vez en su poder, Asmodeo fue llevado ante Salomón en Jerusalén, donde le informó a Salomón que el Shamir no le fue entregado a él, sino a Rahab, el ángel del mar.   El ángel del mar le había dado entonces el Shamir a un pájaro, identificado por el Talmud como la abubilla (en hebreo דּוּכִיפַת), que había estado usando el Shamir para partir rocas para construir sus nidos. El Shamir es finalmente obtenido colocando un vidrio sobre el nido de la abubilla, lo que obliga al ave a usar el Shamir para romper el vidrio.

## Piedras preciosas
Se cuenta que el rey Salomón también utilizó el Shamir para grabar piedras preciosas. Además, utilizó la sangre del gusano para tallar joyas con un sello o diseño místico. Según una entrevista con George Frederick Kunz, un experto en piedras preciosas y joyería, esto derivó en la creencia de que las piedras preciosas grabadas de esta manera tenían propiedades mágicas y, a menudo, también derivó en la creencia de que las gemas por sí solas o debido a sus grabados tenían poderes o un ángel de la guarda asociado.

## En el Islam
El Corán menciona una criatura que se cree que es el Shamir. La mención aparece al señalar la ignorancia respecto de lo oculto de los genios que trabajaban para Salomón, y al enfatizar que todo conocimiento reside solo en Dios:

Y cuando decretamos su muerte, no tuvieron más indicio de ella que la carcoma, que se puso a roer su cayado. Y, cuando se desplomó, vieron claramente los genios que, si hubieran conocido lo oculto, no habrían permanecido tanto tiempo en el humillante castigo.
Corán, Surat Saba' (34:14).

Según comentaristas como Ibn Abbas, el texto explica que, cuando Salomón murió, su cuerpo permaneció apoyado sobre su bastón por mucho tiempo, casi un año, hasta que "una criatura de la tierra, que era una especie de gusano", mordió el palo debilitándolo, y el cuerpo cayó al suelo. Fue entonces cuando los genios supieron que había muerto hacía mucho tiempo, ya que hasta entonces habían estado trabajando duro, pensando que los estaba supervisando. A partir de esto, también les quedó claro a los humanos que adivinaban y se dedicaban a actividades ocultas o consultaban a los espíritus, o que adoraban a los genios, que no poseían conocimiento alguno de lo oculto.

## En el Hinduismo
En el marco del hinduismo, Vajrakita es una especie de gusano capaz de roer piedras, especialmente shalagramas.